# Chiapas (Phantasialand)
Pour l’article homonyme, voir Chiapas.
Chiapas, DIE Wasserbahn (Chiapas, LA descente aquatique) est une attraction de type Bûches, située dans le parc à thème Phantasialand, en Allemagne. Prévue pour la saison 2013, l'attraction a finalement été ouverte au public le 1er avril 2014. Elle remplace un double parcours de bûches "Stonewash et Wildwash Creek" fermés en 2011 pour permettre la construction de Chiapas.

## L'attraction
Chiapas possède plusieurs particularités uniques pour ce type d'attraction. Il représente d'ailleurs le plus gros investissement du parc depuis sa création en 1967. 
Conçu sur cinq niveaux, l'attraction atteint les 15 mètres de haut et dispose d'une chute de 20 mètres avec une inclinaison de 53°, ce qui en fait l'inclinaison la plus forte au monde pour ce type d'attraction. Le trajet long de 620 mètres propose au total 3 chutes dont une en marche arrière. Le retournement des bateaux se fait de deux façons différentes. 
La bande son de l'attraction a été produite exclusivement pour Chiapas par le compositeur Andreas Kübler et Sebastian Kübler, des studios de production IMAscore, et enregistrée par un orchestre philharmonique de 65 musiciens. 

### Thème
L'attraction porte le nom Chiapas, un des trente et un États mexicains. Son ajout a permis au parc l'extension de sa zone thématique dédiée au Mexique.
Son thème aborde le Mexique avec des ruines de temples et la représentation de Tlaloc, le dieu Aztèque de l'eau. Plus de 40 000 plantes typiques du pays ont été plantées dans la zone.

### Caractéristiques
- Capacité : 29 embarcations de 6 places individuelles
- Capacité par heure : 1740 personnes/heure
- Longueur du parcours : 620 mètres
- Hauteur maximale : 15 mètres

### Construction

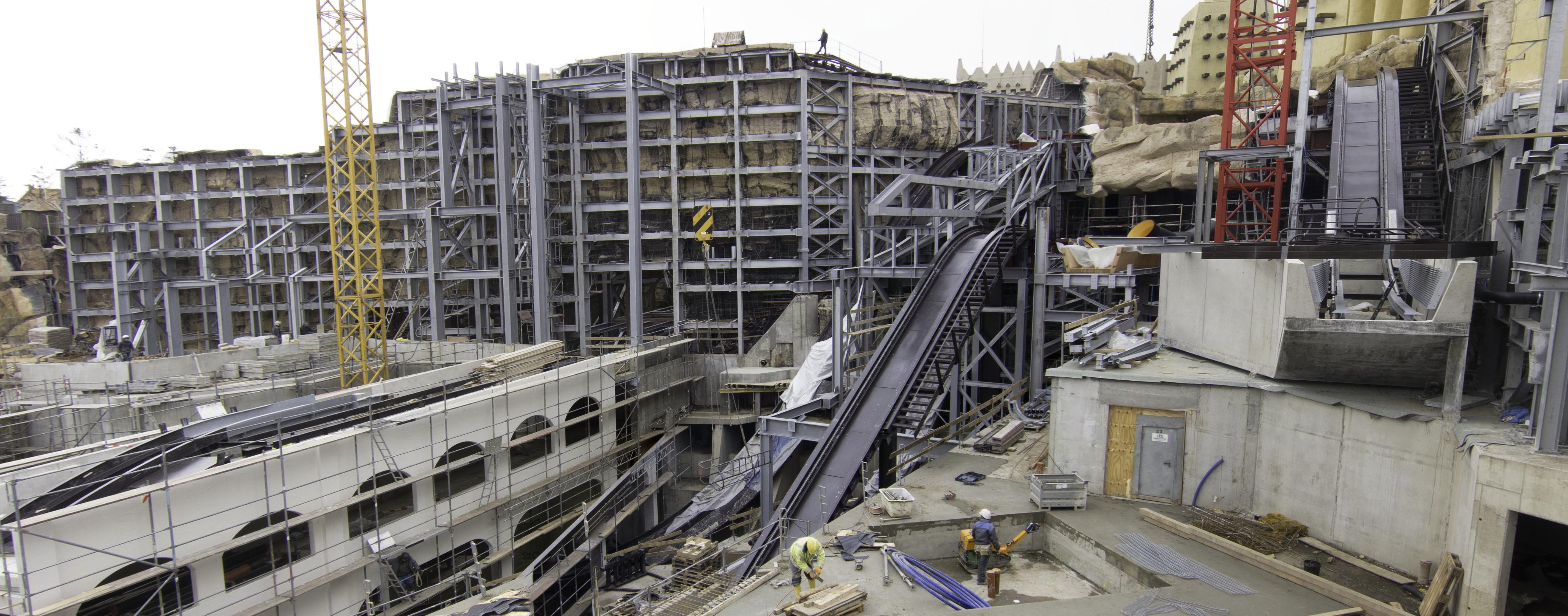
Chiapas pendant sa construction.

Situé au cœur du parc, la construction de Chiapas a nécessité une restructuration d'une partie importante du parc. En 2011, le double parcours de bûches Stonewash et Wildwash Creek ainsi que la Casa Magnetica, furent fermées et démolies. D'autres bâtiments furent également démolis comme l'ancienne gare du monorail ou l'année suivante, le restaurant Hacienda Don Pedro.
En juin 2012, le parc présenta aux visiteurs une maquette du futur projet sans en donner plus de détails. Le chantier, bien qu'en position centrale du parc est complètement isolé pour ne pas perturber les visiteurs. 
L'ouverture de l'attraction est annoncé pour 2013 mais l'ampleur du chantier et les ajustements obligeront le parc à repousser la date d'ouverture. En 2013, le nouveau point de restauration Tacana surplombant l'attraction ouvre tout de même ses portes. 
La saison étant trop avancée, le parc fait le choix de terminer les réglages de l'attraction et les finitions de sa zone tranquillement et annonce via une newsletter une ouverture de Chiapas en début de saison, le 1er avril 2014.

## Galerie

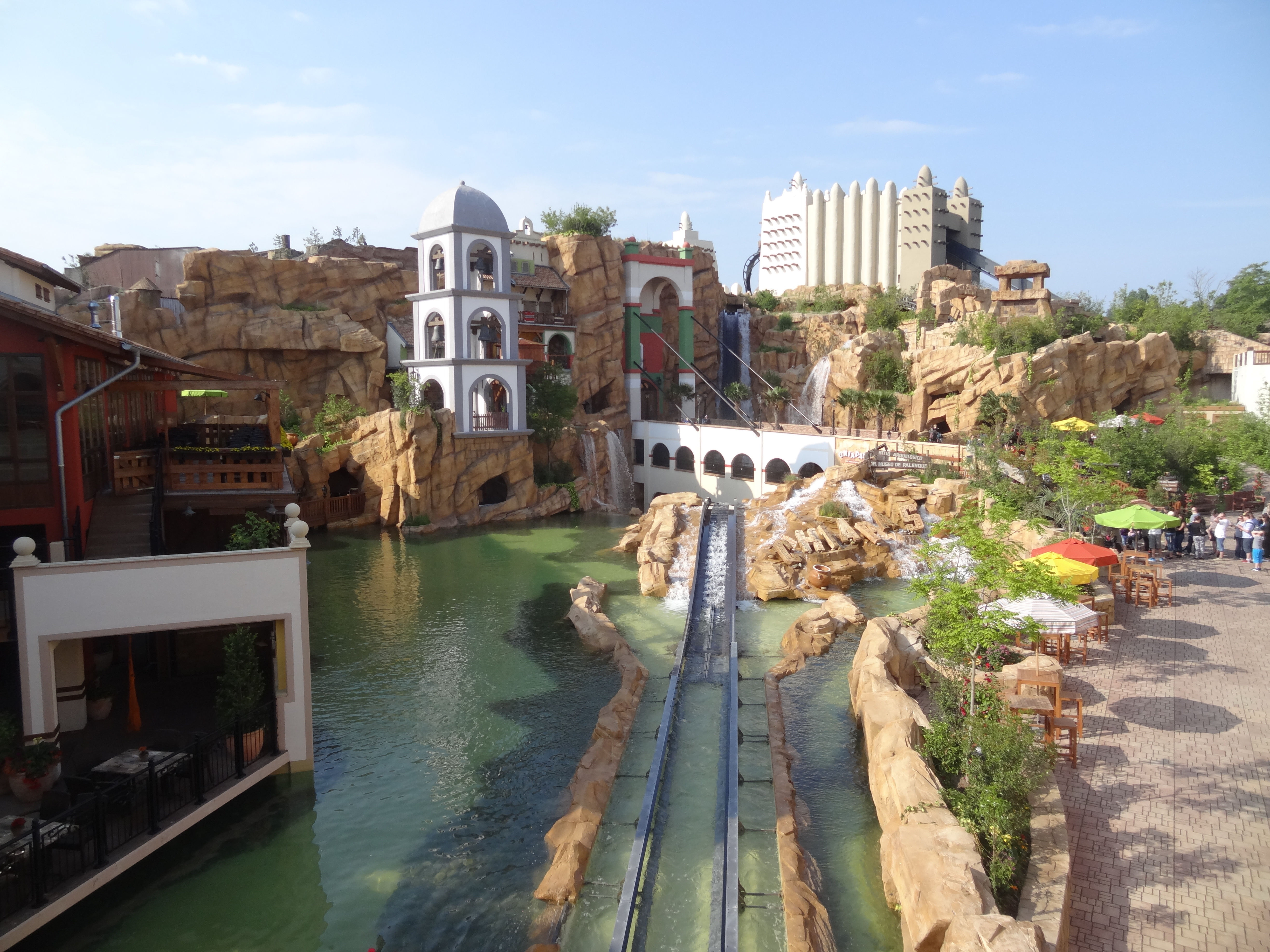
Vue globale de l'attraction
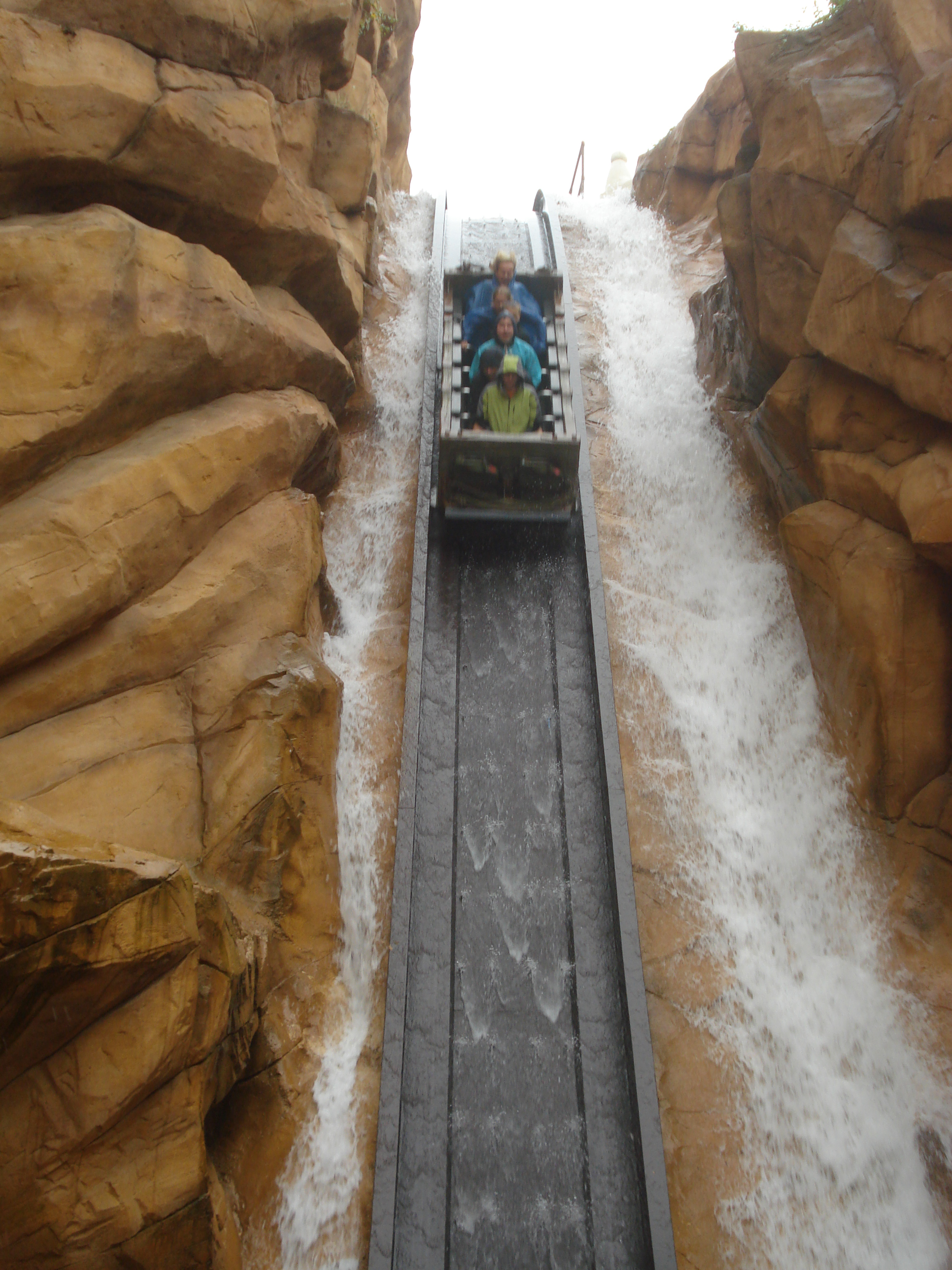
Chute inclinée à 53°
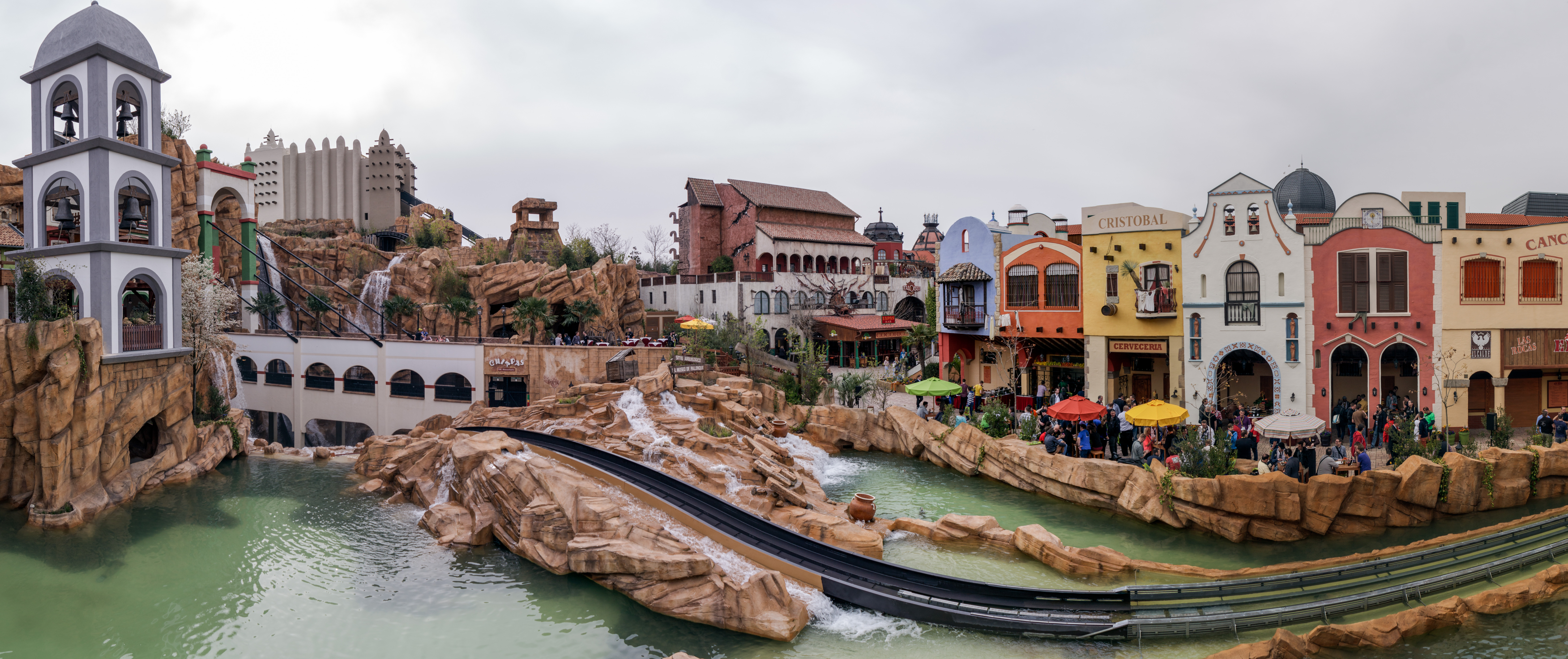
Panorama de la zone
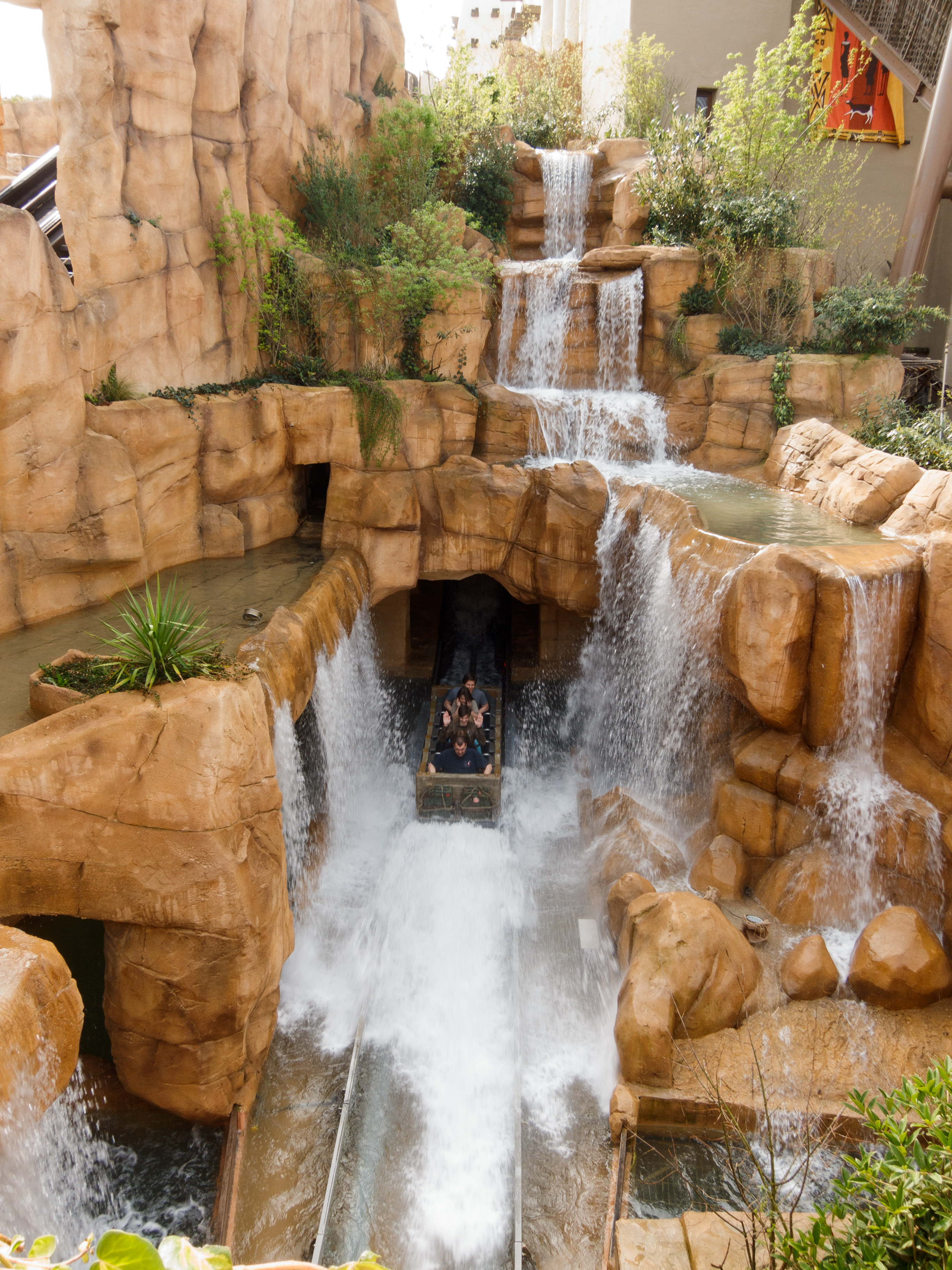
Embarcation sur le parcours